# Dons (chanteur)
Artūrs Šingirejs, plus connu sous le nom de scène Dons, est un chanteur et auteur-compositeur letton né le 10 avril 1984 à Brocēni (Lettonie). Il est l'un des chanteurs les plus populaires de Lettonie et a remporté de nombreuses récompenses dont sept fois le prix de la chanson la plus jouée aux Latvian Music Recording Awards.
À la suite de sa victoire au Supernova 2024, il a représenté la Lettonie au Concours Eurovision de la chanson 2024 à Malmö avec sa chanson Hollow.

## Enfance
Artūrs Šingirejs naît le 10 avril 1984 à Brocēni, dans le district de Saldus (à l'époque en République soviétique socialiste de Lettonie) d'un père bélarusse  et d'une mère lettone. Sa mère exerce le métier de soliste dans le groupe Liepāja Santa, dirigé par Zigmars Liepiņš. Il a un frère et trois sœurs, dont l'une a été la première à l'encourager à se produire sur scène à l'âge de quatre ans. Sa mère lui a enseigné l'anglais dès l'âge de six ans et considère Freddie Mercury comme l'une de ses premières idoles musicales. Il étudie le piano à l'école de musique Saldus et se produit pour la première fois en solo à l'âge de 16 ans. Il déclare : « Ma première représentation a eu lieu à l'école et j'ai réalisé que je voulais faire cela - il y a quelque chose ici qui me lie ». Il étudie ensuite les arts culinaires avant de revenir à la musique comme profession. Il apprend à jouer de la guitare et à chanter par l'apprentissage autodidacte.

## Carrière

### 2003 à 2007
Dons acquiert la popularité en 2003 lorsqu'il participe à l'émission de télé-réalité lettone Talantu Fabrika. Durant l'émission, il fait la rencontre et se met en couple avec Lily, une candidate de l'émission. Il rejoint ensuite Radio SWH Rock en tant qu'animateur DJ, ce qui était selon lui beaucoup plus stressant que de se produire sur scène. Ses débuts musicaux se font en duo avec Lily et ils sortent un album en duo en anglais en 2004 intitulé Viens Otram. L'album est devenu un best-seller en Lettonie et leur permet d'obtenir une nomination pour le meilleur succès radio avec Just For You aux Lettons Music Recording Awards 2003. En 2004, sa chanson Ja es būtu vējš (littéralement « Si j'étais le vent ») est nommée pour le meilleur succès radio aux Lettons Music Recording Awards. Après le succès de l'album en duo, Dons décide de se concentrer sur une carrière solo et sort son premier album solo nommé Lights On en 2006. L'album est nommé pour le meilleur album rock et son single Lights Out est nommé pour le meilleur. Chanson rock aux Lettons Music Recording Awards 2006.
Par la suite, il déménage entre Londres et Los Angeles avec Lily avec laquelle il se marie en 2009. Concernant  ses noms de scène, il adopte puis abandonne, lorsqu'il est à l'étranger, plusieurs noms. En 2007, il se produit dans le théâtre musical populaire Adata de Zigmars Liepiņš avec la chanson Ja Tu Man Esi,  chanson qui est ensuite nommée pour le Top Radio Hit aux Lettons Music Recording Awards de 2007.

### 2008-2014
En 2008, il sort son deuxième album solo, Lelle qui est son premier album en langue lettone. Grâce à cet album, Il remporte le prix du meilleur album rock aux Lettons Music Recording Awards 2008. Il représente  la Lettonie à la Nouvelle Vague 2008 où il se classe à  la 4e place. En 2009, il  participe à la série télévisée 1000 Jūdzes Indijā présentée par Latvijas Televīzija avec le DJ de radio Egon Reiter, le comédien Jānis Skutelis, Edgars Zaķis et le rappeur Gustavo. Après la fin de la série, il est resté en Inde pendant un mois, se servant de ce séjour en Inde comme moyen créatif d'introspection et de méditation, ce qui s'est reflété plus tard dans sa musique. Vivant toujours à l'étranger, il est brièvement retourné en Lettonie pendant un mois pour à la sélection lettonne pour l'Eurovision 2010, terminant deuxième avec sa chanson My Religion Is Freedom. En 2012, il retourne en Lettonie pour une période plus longue pour relancer sa carrière avec un nouvel album avec des chansons écrites à Londres. Grâce à ce troisième album, il remporte le prix du meilleur succès radiophonique aux Lettons Music Recording Awards 2012 et 2013 pour son single Signāls, qui a également remporté la chanson de l'année à la Muzikālās Banka 2012 de Latvijas Radio. L'album est nommé pour le meilleur album pop et rock aux Lettons Music Recording Awards 2013 et sa vidéo pour Darling, Darling est nommée pour la meilleure vidéo. En plus de produire et de tourner son album cette année-là, il a travaillé comme doubleur et juge d'émissions de téléréalité, donnant sa voix au personnage d'Olaf dans l'adaptation lettone du film La Reine des neiges et devenant juge dans l'émission de télé-réalité lettone Jaunā Talantu Fabrikā, où il a encadré la gagnante Aminata Savadogo et a ensuite aidé à produire ses chansons.
Pendant cette période, son mariage avec Lily prend fin en 2013. Son divorce est devenu l'inspiration de Pēdējā Vēstule, premier single de son prochain album studio, Varanasi  sorti en 2014. La même année, il participe à Dziesma avec cette chanson pour tenter de représenter la Lettonie au Concours Eurovision de la chanson 2014 mais termine à la deuxième place derrière Aarzemnieki. Malgré la défaite, la chanson remporte le titre de chanson de l'année à la fois à la Muzikālās Banka 2013 et aux Lettons Music Recording Awards. En raison de sa popularité, sa tournée car l'album a dû être prolongé, notamment en passant d'un concert au Palladium Riga à six soirées à guichets fermés. L'album rencontre un succès majeur au festival 2014 Letton Music Recording Awards, remportant le titre d'album pop de l'année.

### 2015-2020
En 2015, il devient juge lors de la première saison de l'émission de télévision lettone Supernova, le nouveau format de sélectionutilisée du représentant de la Lettonie pour l'Eurovision. Il a repris le même rôle en 2017.
Il sort sorti son sixième album solo Tepat en octobre 2016. L'album est stylistiquement différent de ses albums précédents, avec une instrumentation plus simple mais « émotionnellement plus riche ». La tournée comprend deux nuits à l'Arena Rīga de Lettonie, faisant de Dons l'un des rares groupes nationaux capables d'attirer une foule suffisamment nombreuse pour cette arène. Le single Tepat est  nommé pour la chanson Alfa de l'année et les meilleurs succès radiophoniques aux Lettons Music Recording Awards 2017.
En février 2018, Dons a sorti son septième album solo, Namiņš. Kaste. Vārdi. Il y présente une variété de paroliers, dont lui-même, Ingus Bērziņš, Arnis Račinskis, Ģirts Rozentāls et Kaspars Ansons. L'album présente des chansons écrites à l'origine en 2010 à Londres. Le quatrième single de l'album, Salauzta Sirds , remporte le prix du meilleur succès radiophonique et de la meilleure chanson aux prix lettons de l'enregistrement musical 2019 et l'album est  nommé pour le meilleur album pop.
En 2018, Dons joue le rôle principal dans la production du 30e anniversaire de l'opéra rock Lāčplēsis.
En 2020, il travaille avec 20 musiciens lettons pour créer l'hymne caritatif  Es zinu, Tu esi  afin de collecter des fonds pour les victimes de violence domestique. Il  sort une autre chanson Mans Eņģelis pour l'association caritative Angels over Lettonie, qui a collecté des fonds au profit des enfants ayant besoin de soins médicaux.
Le 24 novembre 2020, Dons a sorti son huitième album solo, Tūrists. Le premier single Es Nāktu Mājās est devenu populaire, remportant la chanson de l'année à la Muzikālās Banka 2019. Aux Lettons Music Recording Awards 2020, il est  nommé pour la meilleure chanson et la chanson de l'année et remporte le prix de la meilleure vidéo. L'album remporte le prix du meilleur album pop aux Lettons Music Recording Awards 2021.

## À l'Eurovision
En janvier 2024, Dons publie Hollow, son premier single en anglais depuis 2013, avec lequel il a été sélectionné pour participer à Supernova 2024, la sélection lettonne pour le Concours Eurovision de la chanson 2024. La chanson est basée sur la question pertinente aujourd'hui de ne pas suivre les foules et de rester fidèle à soi-même. Il se qualifie pour la finale de Supernova 2024, qu'il remporte, étant ainsi désigné pour représenter la Lettonie à l'Eurovision 2024.
Il participe à la deuxième demi-finale de l'Eurovision le 9 mai 2024. Il parvient à se qualifier pour la finale du 11 mai, où il se classe 16ème sur 25 participants. C'est la première fois depuis 2016 que la Lettonie parvient à accéder en finale. 